# Jean Maurain
Pour les articles homonymes, voir Maurain.
Jean Maurain est un historien français né le 31 août 1903 à Rennes et mort le 7 janvier 1939 à Valloire (Haute-Savoie). 

## Biographie
Jean Maurain était le fils du géophysicien Charles Maurain. Normalien (promotion 1921 en lettres), agrégé d'histoire en 1924, Jean Maurain est devenu professeur d'histoire contemporaine à la Faculté des lettres de Lille de 1937 à 1939. Il a été chef de cabinet d'Émile Borel au ministère de la Marine puis directeur de cabinet de Jules Jeanneney à la présidence du Sénat de 1934 à 1937. Il était lié d'amitié avec son fils, Jean-Marcel Jeanneney, depuis 1932. 
Jean Maurain décède dans une avalanche en montagne en Savoie à l'âge de 35 ans aux côtés de Daniel Dewulf.

## Publications
- La politique ecclésiastique du Second Empire, de 1852 à 1869, thèse pour le doctorat ès lettres, Paris, Félix Alcan, 1930[5].
- Le Saint-Siège et la France, de décembre 1851 à avril 1853, documents inédits, Paris, Félix Alcan, 1930.
- Histoire diplomatique (1871-1914), cours sténographié, Institut des hautes études internationales et Centre européen de dotation Carnegie, 1933.
- Baroche, ministre de Napoléon III, d'après ses papiers inédits, un bourgeois français au 19ème siècle, Paris, Félix Alcan, 1936.
- Du libéralisme à l'impérialisme, 1860-1878, avec Henri Hauser et Pierre Benaerts, Paris, Presses universitaires de France, 1939.
- Nationalité et nationalisme, 1860-1878, avec Pierre Benaerts, Henri Hauser[6] et Fernand L'Huillier, Paris, Presses universitaires de France, 1968.